# David Alaba

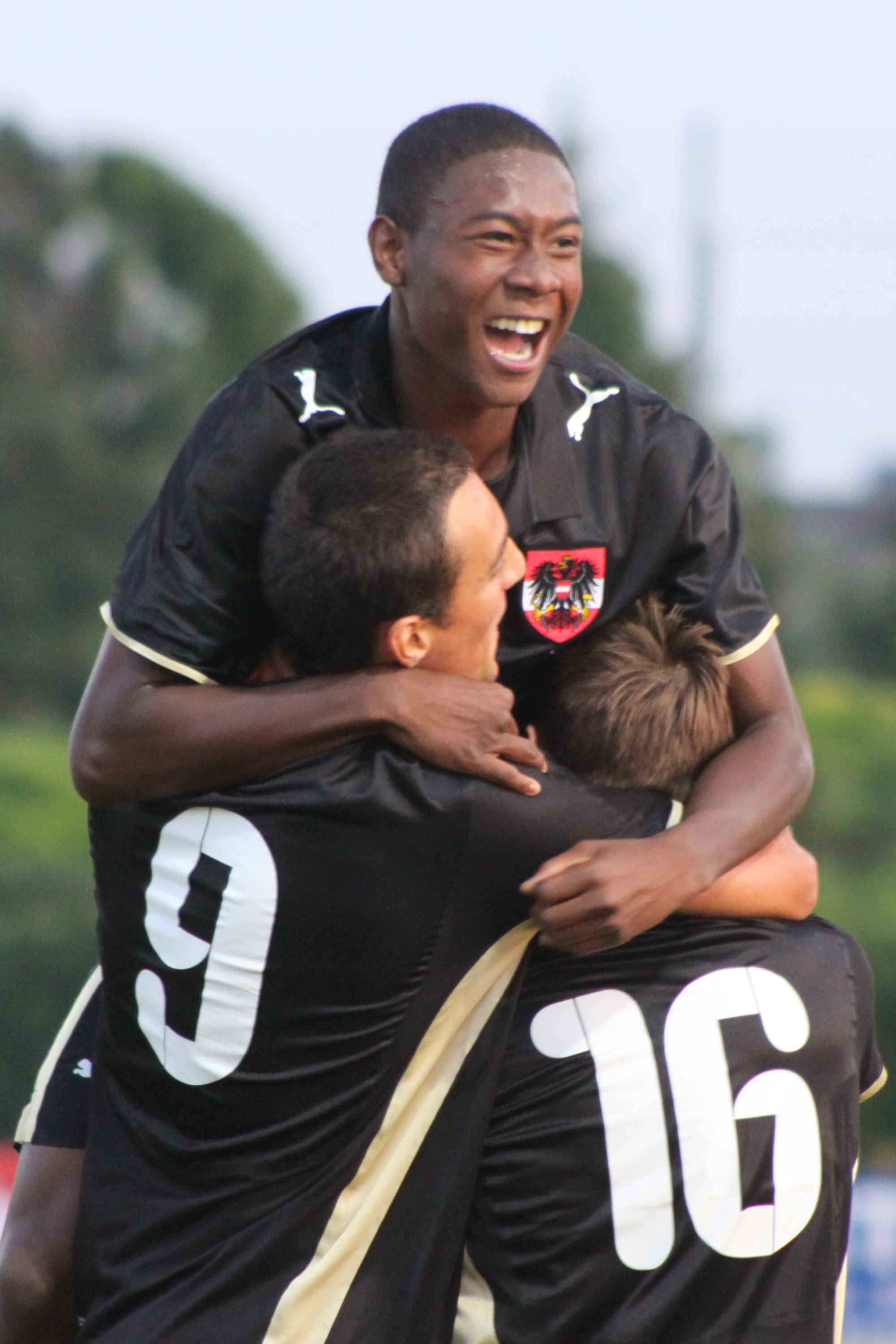
David Alaba beim Torjubel in der österreichischen U21-Nationalmannschaft (2009)

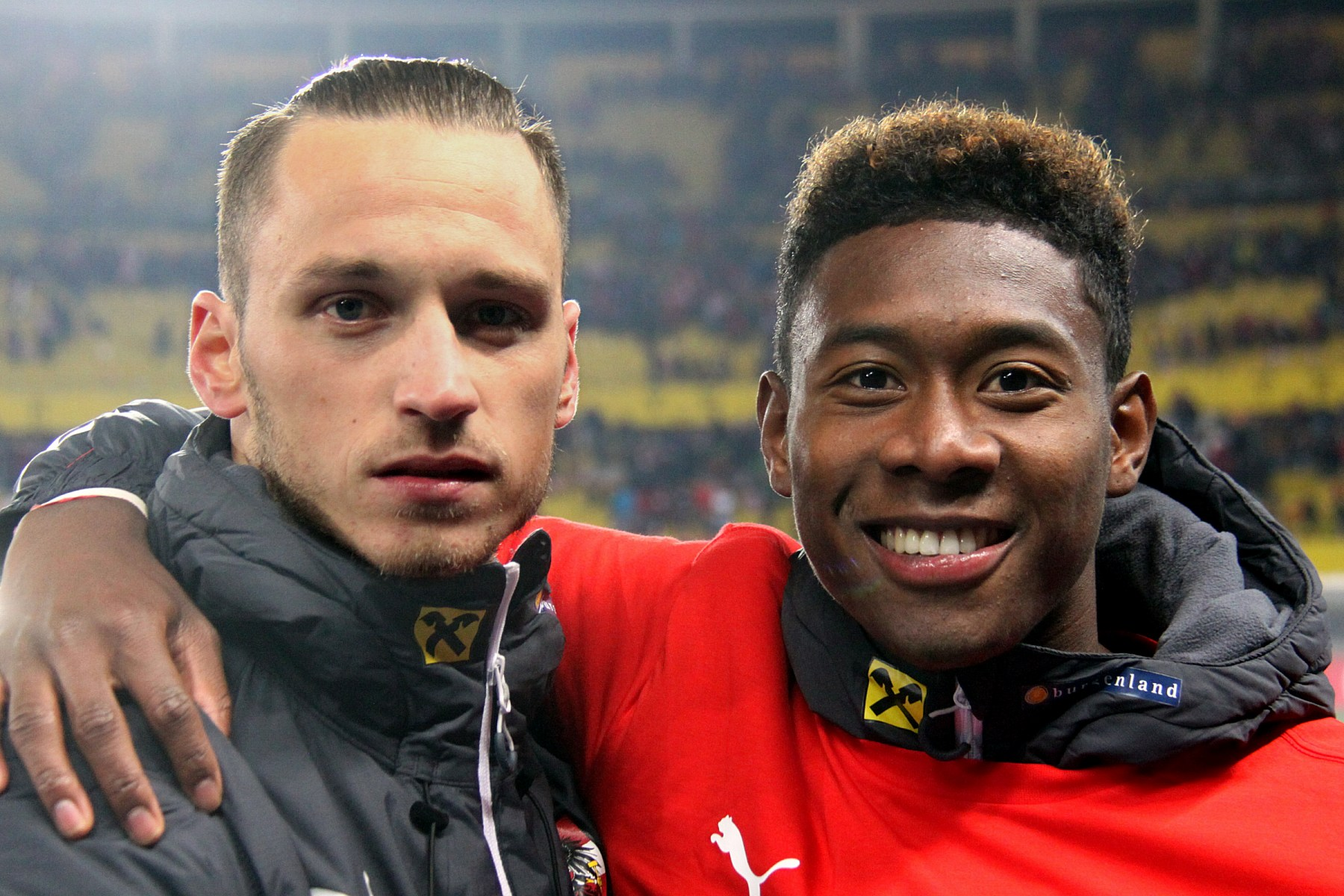
David Alaba mit Marko Arnautović

David Olatukunbo Alaba (* 24. Juni 1992 in Wien) ist ein österreichischer Fußballspieler. Er spielt als Verteidiger und Mittelfeldspieler seit 2009 in der österreichischen Nationalmannschaft und gewann mit dem FC Bayern München 2013 und 2020 das Triple aus Meisterschaft, Pokal und der Champions League, dazu jeweils den UEFA Super Cup und die FIFA-Klub-Weltmeisterschaft. Seit Juli 2021 steht er bei Real Madrid unter Vertrag, mit dem er in seiner ersten Saison auf Anhieb erneut die Champions League gewann.
Alaba absolvierte seine fußballerische Ausbildung beim FK Austria Wien, bei dem er bereits als 15-Jähriger auf der Auswechselbank der Bundesligamannschaft saß und in der zweiten Mannschaft eingesetzt wurde. Mit 16 Jahren wechselte er nach Deutschland zum FC Bayern München, ab der Winterpause 2009/10 stand er im Kader der Profimannschaft, abgesehen von einer halbjährigen Leihe zur TSG 1899 Hoffenheim.
Als offensiver und defensiver Außenbahnspieler meist auf der linken Seite, Innenverteidiger, zentraler Mittelfeldspieler sowie „Zehner“ einsetzbar, gilt Alaba als vielseitiger Spieler. Ab der Saison 2014/15 wurde ihm auch mehrmals die Neuinterpretation der Position des Liberos zugeschrieben.

## Leben
Alabas Vater George kam 1984 aus Nigeria nach Wien. Er arbeitete bis 2011 als DJ in Wiener Clubs. Als Rapper hatte er Ende der 1990er Jahre als männlicher Part des Pop-Dance-Duos Two in One mit Makeema und Indian Song zwei Top-10-Hits in Österreich. Alabas Mutter Gina kam als philippinische Krankenschwester ebenfalls 1984 nach Wien. David Alaba ist wie seine Schwester Rose May Alaba, die 2011 in die Popstars-Girlgroup BFF aufgenommen wurde, in Wien geboren und aufgewachsen.
Alaba gehört wie seine Familie zu den Siebenten-Tags-Adventisten. In München besuchte er regelmäßig die Gottesdienste der evangelikalen Hillsong Church. Er machte auf die Bedeutung des Glaubens für sein Leben mehrfach in der Öffentlichkeit aufmerksam. Als sein Motto gibt er „Meine Kraft liegt in Jesus!“ an.
Seit 2017 ist er mit der Deutsch-Philippinerin Shalimar Heppner, Versandhändlerin selbstdesignter Damenmode und Tochter von Frank Heppner, liiert. 2019 wurden sie Eltern eines Sohnes. Am 11. Juni 2023 gaben sie die Geburt ihres zweiten Kindes bekannt.

## Karriere

### Vereine

#### Jugend
Bis zu seinem zehnten Lebensjahr spielte Alaba beim Verein seines Heimatviertels Aspern im 22. Wiener Gemeindebezirk Donaustadt, dem SV Aspern, und wechselte danach – auf Wunsch seines Vaters, der sein Talent erkannt hatte – in den 10. Bezirk Wien-Favoriten in die Kooperationsschule des FK Austria Wien und in deren Nachwuchsabteilung. Anschließend wurde er an der „Frank-Stronach-Akademie“ aufgenommen.
Unter Trainer Georg Zellhofer kam Alaba als 15-Jähriger am 18. Jänner 2008 im Vorbereitungsspiel gegen das FAC-Team für Wien zum ersten Einsatz in der Profimannschaft der Wiener Austria. Im folgenden Trainingslager der Profimannschaft in Spanien folgten drei weitere Einsätze in Vorbereitungsspielen. Unter dem neuen Trainer Dietmar Constantini wurde Alaba am 13. April 2008 für das Auswärtsspiel beim SCR Altach als Ersatzspieler erstmals in der Bundesliga aufgeboten, ohne dass er zum Einsatz kam. Noch in derselben Woche absolvierte er dann sein erstes Spiel für die zweite Mannschaft in der Ersten Liga, der zweithöchsten Spielklasse Österreichs.

#### FC Bayern München (2008–2010)
Im Sommer 2008 wechselte er in die Nachwuchsabteilung des FC Bayern München. Dort kam er zum Saisonauftakt in der B-Junioren-Bundesliga für die U17 beim 3:1-Heimsieg gegen Eintracht Frankfurt zum Einsatz und erzielte zwei Tore. Bereits zwei Wochen später beim Auswärtsspiel in Ulm wurde er jedoch nach einer Tätlichkeit vom Platz gestellt und anschließend für mehrere Spiele gesperrt. Nach Ablauf der Sperre spielte er ab Anfang Oktober als 16-Jähriger meist schon für die U19 in der A-Junioren-Bundesliga, für die er bei seinem zweiten Einsatz am 25. Oktober 2008 über 90 Minuten spielte und das letzte Tor zum 8:0-Sieg über den SSV Jahn Regensburg beisteuerte.
Wie von Trainer Hermann Gerland bereits im Oktober 2008 angekündigt, Alaba zur Spielzeit 2009/10 in die zweite Mannschaft integrieren zu wollen, setzte sein Nachfolger Mehmet Scholl dies in die Tat um. Nachdem er leichte Blessuren überstanden hatte, spielte Alaba ab August 2009 regelmäßig als Stammspieler für die Bayern-Amateure in der 3. Liga. Vereinzelt trainierte er auch schon mit der ersten Mannschaft unter Louis van Gaal und kam dort in Testspielen zum Einsatz. Mit der Einwechslung in der 59. Minute im Viertelfinale des DFB-Pokals gegen die SpVgg Greuther Fürth am 10. Februar 2010 erhielt er – mit 17 Jahren und 232 Tagen als bisher jüngster Spieler – seinen ersten Einsatz in einem Pflichtspiel der Profimannschaft des FC Bayern München.
Zwei weitere Debüts folgten kurz darauf: zunächst sein erstes Erstligaspiel am 6. März 2010 im Bundesligaspiel des FC Bayern gegen den 1. FC Köln, als er ab der 73. Minute den verletzten Diego Contento ersetzte. Drei Tage später stand er in der Champions League im Achtelfinale gegen den AC Florenz in der Startelf. Damit ist er auch der jüngste zum Einsatz gekommene Spieler der Bayern in der Champions League. Bayerns Vorstandschef Karl-Heinz Rummenigge lobte Alaba, der die meisten Ballkontakte hatte: „Er hat sehr gut gespielt. Man hat ihm überhaupt nicht angesehen, dass es sein erstes Spiel für Bayern München von Anfang an war.“
Alaba wurde von Trainer van Gaal bei den Profis nicht auf seiner angestammten Position im Mittelfeld, sondern als linker Abwehrspieler eingesetzt. „Er ist ein linker Außenverteidiger, auch wenn er selbst das nicht denkt“, betonte van Gaal. Mit den Bayern gewann er 2010 das Double aus deutscher Meisterschaft und Pokal und zog ins Finale der Champions League ein. Letzteres ging allerdings mit 0:2 gegen Inter Mailand verloren, wobei Alaba nicht zum Einsatz kam.
Kurz nach seinem 18. Geburtstag unterschrieb Alaba am 30. Juni 2010 bei den Bayern einen Profivertrag über drei Jahre.

#### TSG Hoffenheim (2010/11)
In der Winterpause 2010/11 wechselte Luiz Gustavo von der TSG 1899 Hoffenheim zum FC Bayern München. Im Gegenzug wechselte Alaba leihweise für die Rückrunde nach Hoffenheim. Am 23. Jänner 2011 (19. Spieltag) erzielte er mit seinem Treffer zum 2:2 im Heimspiel gegen den FC St. Pauli sein erstes Bundesligator. Für Hoffenheim absolvierte er 17 Bundesligaspiele, bei denen er zwei Tore erzielte.

#### FC Bayern München (2011–2021)

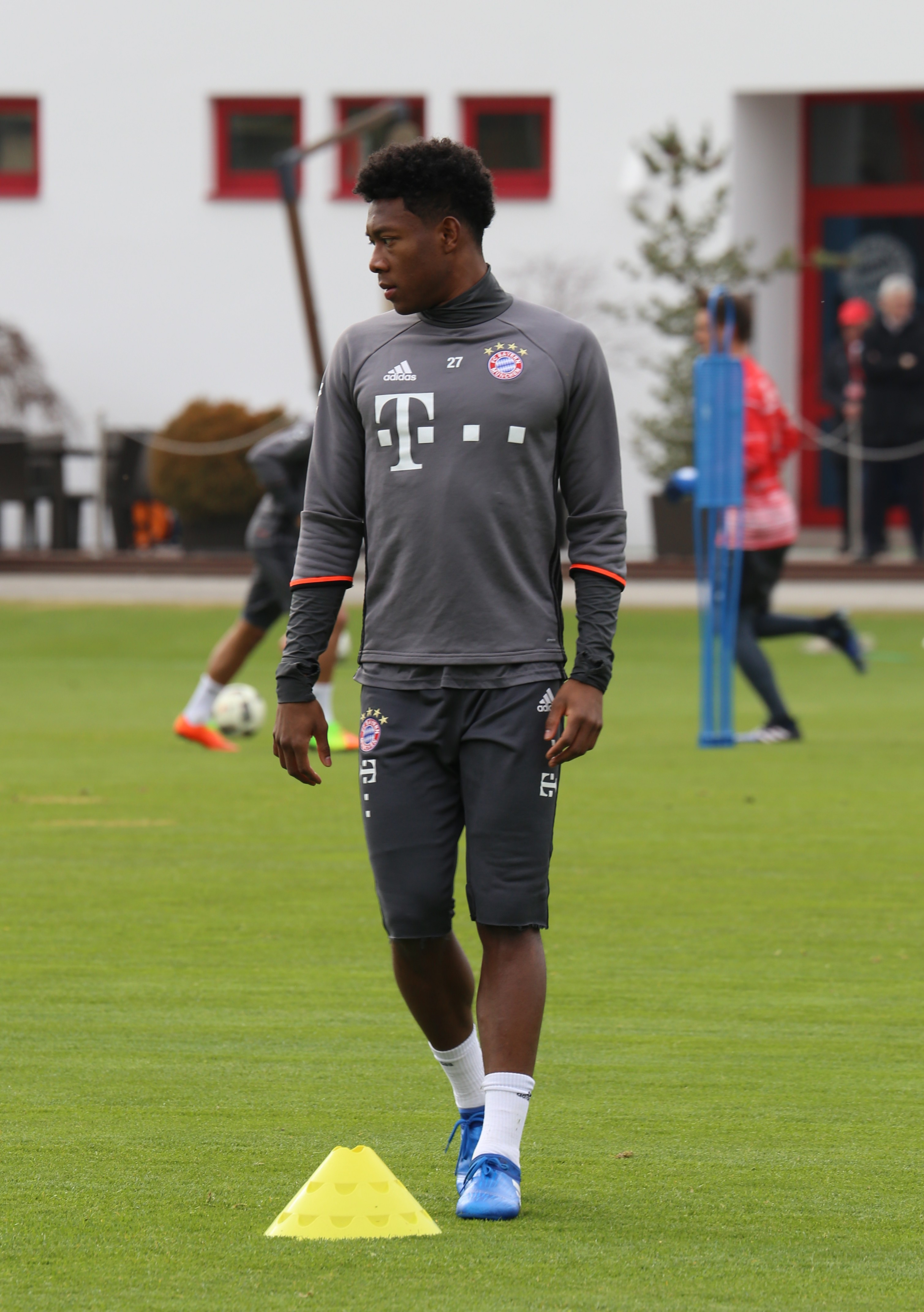
David Alaba beim Training auf dem Gelände des FC Bayern München (2017)

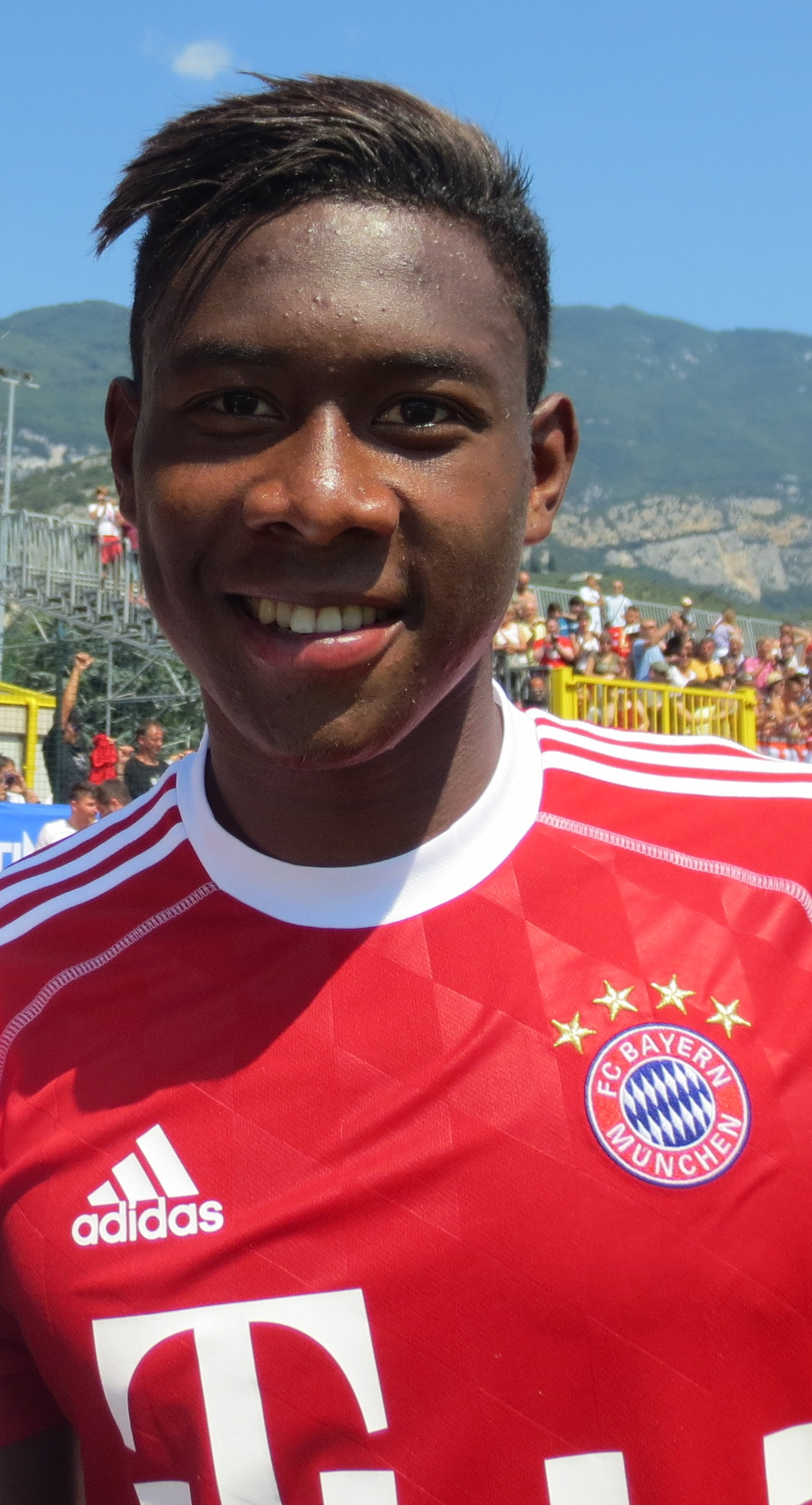
David Alaba (2013)

In der Sommerpause 2011 verlängerte Alaba seinen Vertrag beim FC Bayern bis 2015. Zur Saison 2011/12 kehrte er zu den Bayern zurück und spielte, häufig als Einwechselspieler, in der Hinrunde in allen Wettbewerben. Dies änderte sich in der Rückrunde, in der er Rafinha aus der Stammelf verdrängte. Am 23. Oktober 2011 erzielte er bei der 1:2-Niederlage gegen Hannover 96 sein erstes Bundesligator für den FC Bayern. Ende 2011 wurde er von den Trainern der österreichischen Bundesliga zum Spieler des Jahres gewählt. Er war der jüngste Spieler und erst der dritte im Ausland spielende, der diese Wahl gewonnen hatte. Mit 19 Jahren, neun Monaten und 21 Tagen ist der Wiener der bisher jüngste Spieler der Bayern, der die 50-Spiele-Marke erreicht hat; er löste Georg Schwarzenbeck ab, der dies 1968 im Alter von 20 Jahren und 17 Tagen geschafft hatte. Alaba hatte in der Saison 2011/12 30 Einsätze, bei denen er zwei Tore erzielte.
Ende April 2012 erreichte Alaba mit Bayern München das Finale der Champions League. Er spielte in beiden Halbfinalspielen gegen Real Madrid durch, erzielte den ersten Treffer im Elfmeterschießen, war allerdings für das Endspiel gegen Chelsea (Bayern verlor im Elfmeterschießen mit 3:4) wegen drei gelber Karten im laufenden Wettbewerb gesperrt. Er kam in dieser Champions-League-Saison auf elf Einsätze.
Im Juli 2012 zog er sich in einem Testspiel gegen die SSC Neapel einen Ermüdungsbruch im linken Fuß zu. Am 11. Oktober 2012 gab er in einem Testspiel während einer Länderspielpause gegen die SpVgg Unterhaching sein Comeback. Nach einem Kurzeinsatz im folgenden Bundesligaspiel bei Fortuna Düsseldorf kehrte Alaba wieder in die Startformation zurück; er wurde in allen restlichen Spielen der Hinrunde über die volle Spielzeit eingesetzt.
Am 5. Dezember 2012 schoss Alaba im Spiel gegen BATE Baryssau in der 83. Minute beim Stand von 3:0 sein erstes Champions-League-Tor. Im Bundesligaspiel am 9. Februar 2013 gegen FC Schalke 04 erzielte er seinen ersten Doppeltorerfolg in der Bundesliga. Am 28. Spieltag sicherte er sich frühzeitig mit dem FC Bayern die Meisterschaft. Nachdem er bei den Champions-League-Endspielen 2010 und 2012 nicht zum Einsatz gekommen war, bestritt er im Mai als erster Österreicher ein Champions-League-Finale. Der FC Bayern gewann im Londoner Wembley-Stadion mit 2:1 gegen Borussia Dortmund. Durch den DFB-Pokalsieg gegen den VfB Stuttgart wenige Tage später gewann Alaba somit das Triple.
Am 27. Spieltag der Saison 2013/14 stand der FC Bayern München mit Alaba rechnerisch als deutscher Meister fest, so früh wie keine Mannschaft zuvor seit Bestehen der Bundesliga. Für das DFB-Pokal-Finale 2014 fiel er aufgrund einer Bauchmuskelzerrung aus, die er sich kurz zuvor im Training zugezogen hatte.
Im Champions-League-Spiel gegen den AS Rom am 5. November 2014 zog sich Alaba einen Teilriss des Innenbandes sowie eine Innenmeniskusverletzung im rechten Knie zu, fiel bis zur Winterpause aus und kehrte danach wieder in die Mannschaft zurück. Bei einem Länderspiel der österreichischen Nationalmannschaft am 31. März 2015 gegen Bosnien-Herzegowina zog sich Alaba einen Innenbandriss zu und fiel bis zum Saisonende aus.
Am 4. Oktober 2015 erhielt Alaba beim 5:1-Heimsieg über Dortmund nach 105 Bundesligaspielen ohne Verwarnung erstmals wieder eine Gelbe Karte. Am 16. April 2016 gelang ihm mit dem 3:0-Sieg über Schalke 04 als jüngster Spieler des FC Bayern sein 100. Bundesligasieg. Am 7. Mai 2016 wurde er mit den Münchnern zum vierten Mal in Folge deutscher Meister. Zudem gewann er mit dem Pokalsieg am 21. Mai 2016 im Endspiel gegen Borussia Dortmund (4:3 im Elfmeterschießen) zum vierten Mal das Double und 2017 mit dem FC Bayern die fünfte deutsche Meisterschaft in Folge, dem in den beiden Folgejahren zwei weitere folgten.
Aufgrund der verletzungsbedingten Ausfälle der Innenverteidiger Niklas Süle, Lucas Hernández und Benjamin Pavard spielte Alaba ab dem 10. Spieltag der Saison 2019/20, dem letzten Spiel des Cheftrainers Niko Kovač, in der Innenverteidigung. An seiner Stelle übernahm Alphonso Davies die Linksverteidigerposition. Auch unter Kovačs Nachfolger Hansi Flick blieb diese Konstellation bestehen. Sowohl Alaba als auch Davies wurden in der Winterpause vom Kicker auf ihren Positionen in der Rangliste des deutschen Fußballs als einer der besten Spieler eingestuft. 2020 gewann er seinen insgesamt neunten Bundesligatitel und stellte damit den Rekord von Franck Ribéry ein. Nach dem Gewinn des DFB-Pokals und der UEFA Champions League 2019/20 gelang ihm nach 2013 erneut das Triple mit dem FC Bayern. Am 1. Dezember 2020 bestritt Alaba beim 1:1 gegen Atlético Madrid sein 400. Pflichtspiel für Bayern München und führte die Mannschaft erstmals als Kapitän an.
Alabas Vertrag beim FC Bayern München wurde am 18. März 2016 bis zum 30. Juni 2021 verlängert. Am 16. Februar 2021 gab Alaba bekannt, den Vertrag danach nicht mehr verlängern zu wollen.
2021 gewann er in seiner letzten Saison die zehnte Deutsche Meisterschaft, damit war er gemeinsam mit Thomas Müller Rekordhalter. Müller holte ein Jahr später seinen elften Titel.

#### Real Madrid (seit 2021)
Nach seinem Vertragsende in München wechselte Alaba zur Saison 2021/22 in die spanische Primera División zu Real Madrid, wo er einen bis Juni 2026 laufenden Vertrag erhielt. Alaba wurde damit nach Philipp Lienhart der zweite Österreicher, der bei Real Madrid unter Vertrag genommen wurde. Am 24. Oktober 2021 erzielte er am 10. Spieltag beim 2:1-Auswärtssieg gegen FC Barcelona sein erstes Tor für Real Madrid. In seiner ersten Saison gewann Alaba mit Madrid 2022 die Spanische Meisterschaft, die UEFA Champions League, den UEFA-Super-Cup und im Februar 2023 folgte die FIFA-Klub-Weltmeisterschaft. 
Am 17. Dezember 2023 erlitt Alaba bei einem Heimspiel gegen den FC Villarreal einen Kreuzbandriss und fiel für 13 Monate aus. Am 19. Jänner 2025 kam Alaba beim 4:1-Heimsieg von Real gegen UD Las Palmas erstmals wieder zum Einsatz. Im April 2025 gab Real Madrid bekannt, dass Alaba die laufende Saison aufgrund einer neuerlichen Knieverletzung vorzeitig beenden und sich einer weiteren Operation unterziehen muss.

### Nationalmannschaft

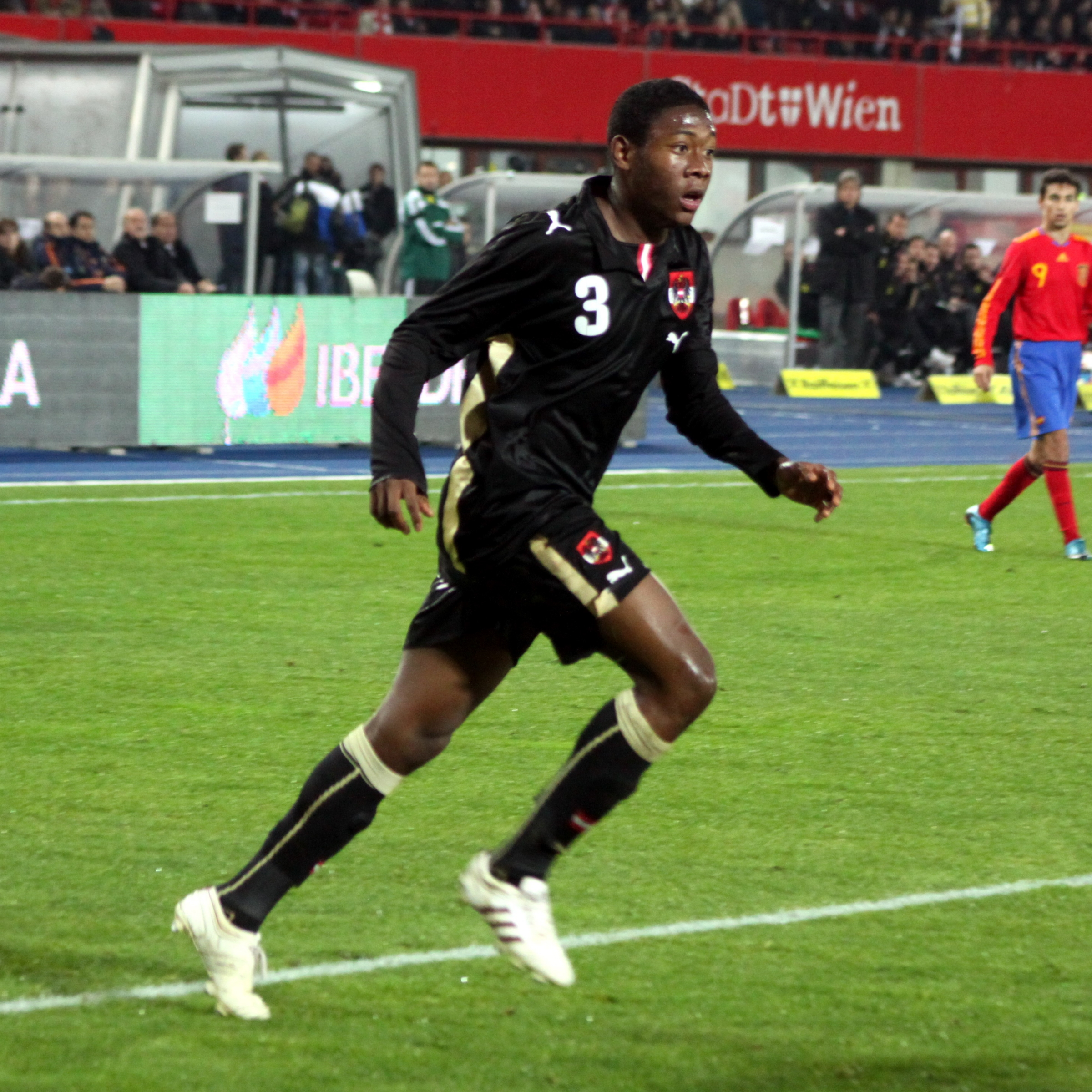
David Alaba in einer Spielszene gegen die Nationalmannschaft Spaniens (2009)

Nachdem sich Alaba bereits in der österreichischen U17 hatte auszeichnen können, wurde er im Alter von 17 Jahren am 12. August 2009 von Andreas Herzog erstmals in die U-21-Nationalmannschaft berufen, in der er am 5. September 2009 im Spiel gegen Schottland debütierte und zum 1:0-Sieg mit der Vorlage zu diesem Tor beitrug. Es folgten drei Einsätze über 90 Minuten, zweimal gegen Albanien (9. September und 13. November 2009) und einmal gegen Aserbaidschan (10. Oktober 2009). Herzog zeigte sich von seinem Können begeistert: „Der Bursche ist schon sehr weit. Ein wunderbarer Linksfuß mit tollen Bewegungen und mit 17 Jahren schon sehr reif. Er ist ein Juwel, ein Segen für den österreichischen Fußball.“
Zu seinem ersten Einsatz in der A-Nationalmannschaft kam Alaba am 14. Oktober 2009 unter Teamchef Dietmar Constantini im WM-Qualifikationsspiel Österreichs gegen Frankreich bei der 1:3-Niederlage im Stade de France – in der 80. Spielminute wurde er für Christian Fuchs eingewechselt. Mit seinem Alter von 17 Jahren und 112 Tagen galt er als der jüngste Nationalspieler in der Geschichte der österreichischen Nationalmannschaft, bis eine Recherche 2020 ergab, dass Torhüter Ernst Joachim bei seinem Debüt am 4. November 1917 exakt 172 Tage jünger war. Hintergrund für den frühen Einsatz war der Umstand, dass er theoretisch auch für die Philippinen oder Nigeria hätte auflaufen können und deswegen frühzeitig für Österreich spielen sollte, um daraufhin für keinen anderen Verband mehr spielberechtigt zu sein. Teamchef Constantini begründete seinen Einsatz unter anderem damit, dass er Deutschland zuvorkommen wollte, obwohl eine Abwerbung durch den DFB gemäß den zu diesem Zeitpunkt geltenden FIFA-Statuten frühestens zu Alabas 23. Geburtstag möglich gewesen wäre. Am 26. Oktober 2009 äußerte sich Alaba in einem Interview mit dem deutschen Sportmagazin kicker selbst zu den Gerüchten: „Es gab zwar im Sommer eine Anfrage der Philippinen, aber Nigeria hat sich nie gemeldet. Und Deutschland wäre sowieso nie ein Thema gewesen. Da habe ich gar keinen Bezug dazu.“
Ende Mai 2010 spielte Alaba für die U-19-Nationalmannschaft beim EM-Qualifikationsturnier gegen die Schweiz, Serbien und Dänemark und half damit dem österreichischen Team, sich für die U-19-Europameisterschaft 2010 in Frankreich zu qualifizieren, für die er am 5. Juli 2010 von Trainer Andreas Heraf in den 18-Mann-Kader berufen wurde. Bei der knappen 2:3-Auftaktniederlage gegen England erzielte Alaba den Anschlusstreffer zum 1:2. Auch bei der 0:5-Niederlage gegen Frankreich kam er zum Einsatz. Das dritte Gruppenspiel absolvierte er jedoch nicht mehr, da er für den FC Bayern II in der 3. Liga antreten musste. Ab August 2010 spielte er zunächst wieder für die U-21-Auswahl.
Am 16. Oktober 2012 erzielte Alaba im Rahmen der Qualifikation zur Weltmeisterschaft 2014 gegen die Auswahl Kasachstans mit dem Treffer zum 3:0 in der 71. Minute sein erstes Länderspieltor für die A-Nationalmannschaft. Auch in den Qualifikationsspielen gegen die Färöer, Irland und Schweden und im Rückspiel gegen Irland 2013 gehörte er zu den Torschützen.
Am 12. Mai 2016 berief Nationaltrainer Marcel Koller David Alaba in den EM-Kader 2016. Als Stammspieler bestritt er alle drei Gruppenspiele, schied mit dem Team aber mit nur einem Punkt als Tabellenletzter aus. Im Mai 2021 wurde er in den vorläufigen Kader Österreichs für die EM 2021 berufen und schaffte es schlussendlich auch wieder in den endgültigen Kader, mit dem er bis ins Achtelfinale kam. Während des Turniers kam er in allen vier Partien Österreichs zum Einsatz, in denen er die Mannschaft, als Stellvertreter von Julian Baumgartlinger, auch immer als Kapitän anführte.
Unter Teamchef Ralf Rangnick wurde er im Juni 2022 zum Kapitän der Nationalmannschaft ernannt.
Aufgrund eines Kreuzbandrisses am linken Knie im Dezember 2023 und einer Arthroskopie im Mai 2024 konnte er nicht an der Europameisterschaft 2024 in Deutschland teilnehmen, wurde aber von Teamchef Ralf Rangnick als Mitglied des Betreuerstabs („Non-Playing-Captain“) nominiert.

## Titel und Auszeichnungen

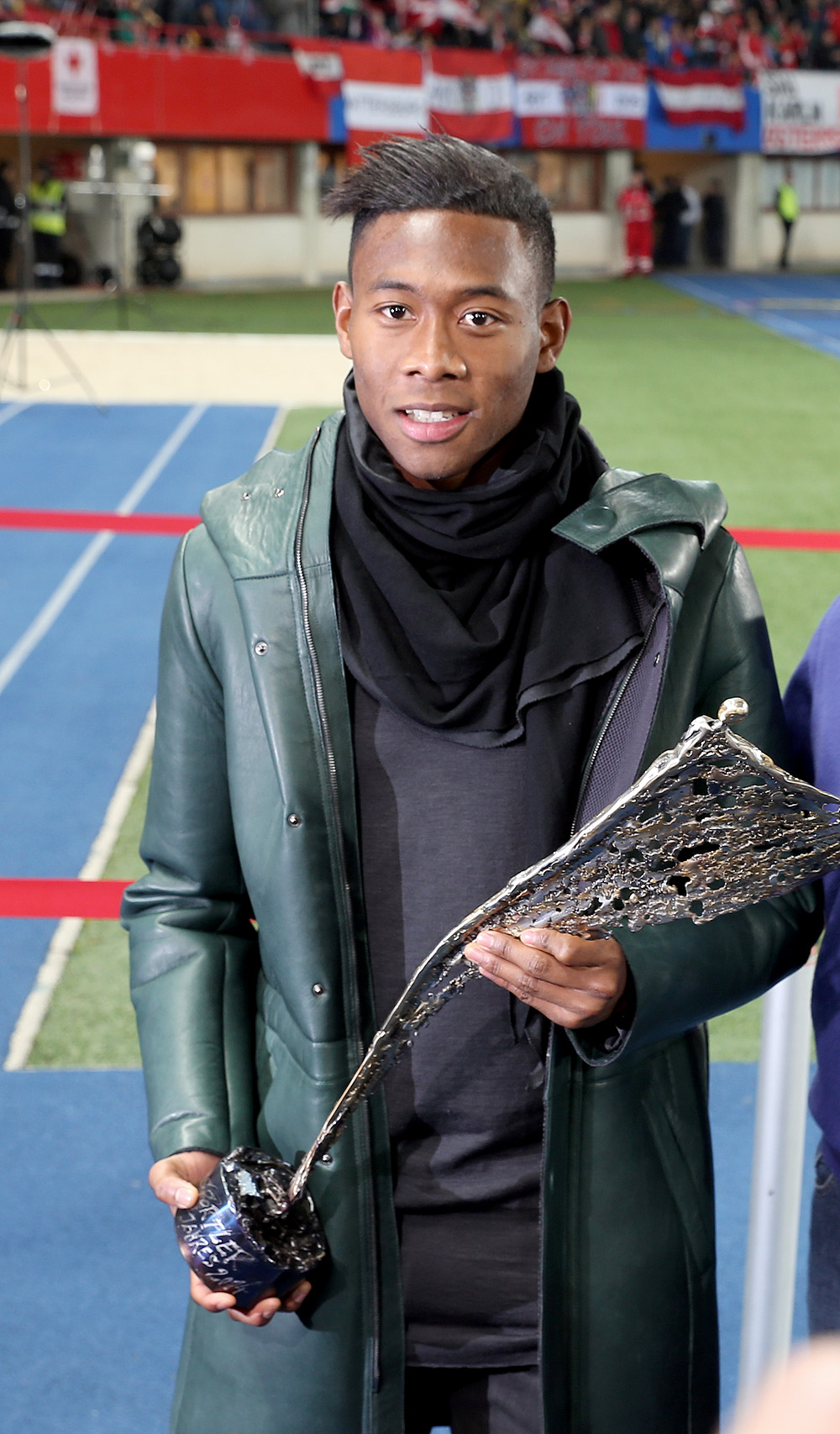
David Alaba mit Trophäe: Österreichs Sportler des Jahres 2014

### Vereine
International
- Champions-League-Sieger (4): 2013, 2020 (beide FC Bayern München), 2022, 2024 (beide Real Madrid)
- Klub-Weltmeister (3): 2013, 2020 (beide FC Bayern München), 2022 (Real Madrid)
- Interkontinental-Pokalsieger: 2024 (Real Madrid)
- UEFA-Super-Cup-Sieger (4): 2013, 2020 (beide FC Bayern München), 2022, 2024 (beide Real Madrid)

Deutschland
- Meister (10): 2010, 2013, 2014, 2015, 2016, 2017, 2018, 2019, 2020, 2021
- Pokalsieger (6): 2010, 2013, 2014, 2016, 2019, 2020
- Supercupsieger (5): 2012, 2016, 2017, 2018, 2020

Spanien
- Meister (2): 2022, 2024
- Pokalsieger: 2023
- Supercupsieger (2): 2022, 2024

### Auszeichnungen
Im Dezember 2011 wurde Alaba von den Trainern der österreichischen Bundesliga als bisher jüngster Spieler zu Österreichs Fußballer des Jahres gewählt.
- Österreichs Fußballer des Jahres (APA) (10, Rekord vor Ivica Vastić mit 4): 2011, 2012[48], 2013, 2014, 2015, 2016, 2020, 2021, 2022[49][50], 2023
- Österreichs Sportler des Jahres (3): 2013, 2014, 2022[51]
- FIFA FIFPro World XI: 2021
- UEFA Team of the Year (3): 2013, 2014, 2015
- VDV-Newcomer der Saison (1): 2011/12
- Mitglied der VDV 11 (8): 2012, 2013, 2014, 2015, 2016, 2017, 2020, 2021
- Kicker des Jahres (1): Newcomer 2012
- VdF-Fußballerwahl (Bruno) zum Botschafter des Jahres (3): 2012, 2013, 2014
- Krone-Fußballerwahl (3): 2013, 2014, 2015
- Mannschaft des Jahres: 2013, 2020[52] (als Mitglied des FC Bayern München)
- Laureus World Sports Award: 2014 (als Mitglied des FC Bayern München)

### Rekorde
David Alaba war zeitweise der jüngste Spieler des FC Bayern München, der im DFB-Pokal, der Champions League und der Bundesliga zum Einsatz kam. Der Bundesliga-Rekord wurde am 13. April 2013 von Pierre Emile Højbjerg unterboten.
- jüngster Spieler
  - der zweiten Kampfmannschaft des FK Austria Wien (zweithöchste österreichische Spielklasse) am 18. April 2008 im Alter von 15 Jahren und 299 Tagen
  - in der 3. Liga am 16. August 2009 im Alter von 17 Jahren und 53 Tagen[53]
  - der österreichischen U-21-Fußballnationalmannschaft am 5. September 2009 im Alter von 17 Jahren und 74 Tagen
  - des FC Bayern München
    - Einsatz im DFB-Pokal am 10. Februar 2010 im Alter von 17 Jahren und 232 Tagen
    - Einsatz in der UEFA Champions League am 9. März 2010 im Alter von 17 Jahren und 259 Tagen
    - mit 100 Siegen in der Bundesliga
- österreichischer Spieler
  - mit den meisten Champions-League-Einsätzen[54] (87, Stand: 1. Dezember 2020)[55]
  - mit den meisten Titeln als Österreichs Fußballer des Jahres (10)
  - mit den meisten Einsätzen in der Deutschen Fußball-Bundesliga (298, Stand: 22. Mai 2021)[56]

## Sonstiges

### Fußball
Alaba ist bekennender Fan des türkischen Rekordmeisters Galatasaray Istanbul. So wünscht er diesem Verein regelmäßig vor wichtigen Spielen über seinen Twitter-Account oder per Videobotschaft viel Erfolg. Darüber hinaus sieht er sich manche Champions-League-Spiele der Istanbuler zusammen mit Galatasaray-Fans in München an.
Der Tiroler Landeshauptmann Günther Platter begrüßte David Alaba während eines Trainingslagers des österreichischen Fußballteams auf Englisch: „How do you do?“, woraufhin Alaba antwortete: „Sie können ruhig deutsch mit mir reden, ich bin Österreicher.“ Platter, der sich entschuldigte und zugab, „kein Fußballexperte“ zu sein, sei möglicherweise von einem vorangegangenen Gespräch verwirrt worden, das Alaba mit dem ÖFB-Conditioning-Coach Roger Spry auf Englisch geführt habe, berichteten die Medien. Die Wiener Soul-Band 5/8erl in Ehr’n widmete dem Vorfall das Lied Alaba, How do you do? das sich mit Homophobie und Rassismus in Österreich auseinandersetzt. Am Ende des dazugehörigen Musikvideos sagt David Alaba in gebrochenem Englisch: „Yes, we does!“
Gemeinsam mit Trainer Andreas Wölkhammer trainierte Alaba in der Saison 2008/09 die U11-Mannschaft des FC Bayern München.
Im Mai 2021 erwarb Alaba mit einer Summe von 500.000 Euro einen 2-Prozent-Anteil seines finanzschwachen Jugendvereins FK Austria Wien.

### Film
Im Film Und vorne hilft der liebe Gott (2016) von David Kadel ist David Alaba einer der Hauptdarsteller neben Spielern wie Davie Selke, Jürgen Klopp, Daniel Didavi, Anthony Ujah, Sven Schipplock, Elias Kachunga, Roger de Oliveira Bernardo und Heiko Herrlich.
In der am 26. Oktober 2017 erschienenen Kino-Komödie Fack ju Göhte 3 war Alaba an der Seite seiner Mitspieler vom FC Bayern München Mats Hummels und Joshua Kimmich als Statist zu sehen.